# José Ribamar de Oliveira
José Ribamar de Oliveira   (Coroatá, 24 de setembre de 1932 - São Paulo, 16 d'agost de 1974), conegut com a Canhoteiro, fou un futbolista brasiler de la dècada de 1950.
La major part de la seva carrera la passà a São Paulo FC. Fou 15 cops internacional amb la selecció brasilera.